# Венулы

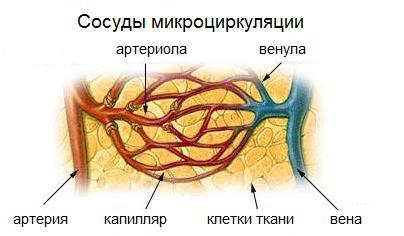
Обогащённая кислородом кровь (красная; слева) переходит в органы через сеть капилляров и возвращается в вену (синяя; справа) через сеть мелких сосудов — венул

Ве́нулы (лат. venula «маленькая вена, венка») — мелкие кровеносные сосуды, обеспечивающие отток обеднённой кислородом крови из капилляров в вены. Являются продолжением капиллярной сети. Диаметр венулы — от 20 до 100 мкм. Стенки венул состоят из трёх слоёв. Первый внутренний слой — эндотелий, состоящий из плоских эпителиальных клеток, играющих роль мембраны. Затем следует средний слой гладкомышечных клеток и наружный слой, образованный волокнистой соединительной тканью. Средний слой развит слабо, поэтому стенки венул тоньше стенок артериол.

## Типы венул
Существуют три типа венул:
- Посткапиллярные, диаметром 12—30 мкм, образующиеся в результате слияния нескольких капилляров. Эндотелиальные клетки могут быть фенестрированными. В органах иммунной системы могут обладать специальным высоким эндотелием, служащим для миграции лимфоцитов из сосудистого русла. Мышечные клетки отсутствуют, перициты встречаются чаще, чем в капиллярах. Эндотелий посткапиллярных венул является основной мишенью таких вазоактивных веществ, как гистамин и серотонин, обеспечивая под их воздействием избыточное просачивание наружу жидкости и лейкоцитов при воспалениях и аллергических реакциях.[1]
- Собирательные венулы диаметром 30—50 мкм образуются в результате слияния посткапиллярных венул. Когда они достигают диаметра 50 мкм, в их стенке появляются гладкомышечные клетки и более чётко выражена наружная оболочка.
- Мышечные венулы имеют диаметр до 100 мкм. У них хорошо развита средняя оболочка, в которую входит один слой гладкомышечных клеток. Наружная оболочка также хорошо развита.

### Описания
- Histology of the blood vessels  (англ.) — Гистология кровеносных сосудов.

### Изображения, фотографии
- Посткапиллярные и собирательные венулы (импрегнация азотнокислым серебром)
- Arteriole and venule  (англ.) — Артериола и венула (срез, микрофотография). Показаны различия в структуре стенок этих сосудов  (недоступная ссылка с 12-10-2016 [3094 дня])